# Politique au Belize
Le Belize est une monarchie parlementaire multipartite, membre du Commonwealth, où le monarque du Belize est le chef d'État et le Premier ministre est le chef du gouvernement. Le pouvoir exécutif est exercé par le gouvernement tandis que le pouvoir législatif est partagé entre le gouvernement et le parlement. Le pouvoir judiciaire, inspiré de la common law britannique, est indépendant de l’exécutif et du législatif.

## Pouvoir exécutif
| Fonction           | Nom            | Parti | Depuis           |
| ------------------ | -------------- | ----- | ---------------- |
| Roi                | Charles III    |       | 8 septembre 2022 |
| Gouverneur général | Froyla Tzalam  |       | 27 mai 2021      |
| Premier ministre   | Johnny Briceño | PUP   | 12 novembre 2020 |

Le roi du Belize est le chef de l'État, représenté par un gouverneur général. Les ministres sont nommés parmi les membres du parti majoritaire au parlement et siègent généralement au parlement.

## Pouvoir législatif
L’Assemblée nationale est composée de deux chambres, la Chambre des représentants et le Sénat.
La Chambre des représentants compte 31 membres élus pour cinq ans au suffrage populaire. Le Sénat compte 13 membres nommés par le gouverneur général (6 sur conseil du Premier ministre, 3 sur conseil du chef de l’opposition, un sur conseil du Conseil des Églises et de l’Association évangélique des Églises, un sur conseil de la Chambre du commerce et de l’industrie et du Bureau des affaires, un sur conseil du Congrès national des syndicats) et un par les organisations non gouvernementales (ONG) en règle. Les sénateurs élisent ensuite leur président, qui peut être un des leurs ou extérieur au Sénat. Dans ce dernier cas, le président n’a pas le statut de sénateur et n’a en principe pas le droit de vote lors des sessions, sauf pour départager les voix sur les projets de loi.

## Pouvoir judiciaire
La Cour suprême est compétente en matière de meurtre et autre cas important tandis que les magistrats locaux sont chargés des autres affaires en première instance. La Cour d’appel juge les recours. Certaines affaires sont susceptibles d’être portées en appel devant le Comité judiciaire du Conseil privé à Londres.
En 2001, le Belize a rejoint la CARICOM en vue de mettre sur pied la Cour caribéenne de justice.

## Pour appronfondir